# Саган-оол Олег Карламович
Саган-оол Олег Карламович (19 грудня 1912 — 7 квітня 1971) — поет, прозаїк і перекладач, драматург.

## Біографія
Олег Карламович Саган-оол народився 19 грудня 1912 року у селі Шемі Дзун-Хемчицького району Танну-Туви у сім'ї скотаря. У 1935—1937 роках навчався в Іркутському педагогічному інституті. У 1944 році очолив Спілку письменників Туви. У 1956 році закінчив  Вищу партійну школу при ЦК КПРС.
Працював учителем математики у Навчальному комбінаті Кизилу, керував радіокомітетом Туви у роки Другої світової війни, був прокурором Тувинської автономної області.
Перші твори Саган-оола були надруковані у 1938 році. Перший вірш «Наша батьківщина». У 1941 році вийшла його розповідь «Зустріч» («Ужуражиишкин»). У 1950—1960-ті роки ним були створені розповіді та нарисові повісті «Людина з Баян-Тала» («Баян-Таланиң кіжізі»), «Щаслива зоря» («Кежіктіг силдис»), п'єси «Прагнення» («Чүткүл»), «У одній сільраді» («Бір кєдее совєттє»), «Заспіваю тобі» («Ірлап берейн»). У 1957 році Саган-оолом була створена історична драма «Пробудження» («Оттуушкун») про революційні події 1919—1921 років у Туві. Його романи «Нестримні» («Дөспестер», 1967) та «Рідні люди» («Төреен кижилер», 1970) присвячені життю тувинських селян та робітників. Саган-оол переклав тувинською мовою деякі великі твори О. С. Пушкіна, М. Ю. Лермонтова, М. Горького, М. О. Шолохова.
О. Саган-оол першим з тувинських письменників звернувся до кінодраматургії. Він — автор першого мистецького фільму «Люди блакитних рік» та «Гарбуз на перехресті часів», співавтор фільму «До сонця двадцять кроків».
Неодноразово обирався членом Правління Спілки письменників РРФСР, депутатом Верховної Ради Тувинської АРСР, був членом Союзу письменників СРСР.

## Нагороди та звання
- орден Трудового Червоного прапора (1971)
- Знак пошани (1971)
- медаль «За трудову доблесть»
- медаль «За трудову доблесть. Присвячено 100-річчя від дня народження В. І. Леніна»
- Почесна грамота Президії Верховної Ради Тувинської АРСР
- Почесна грамота Верховної Ради РРФСР

## Основні публікації
- «Людина з Баян-Тала» повість
- «Пробудження» оповідання та п'єси
- «Щаслива зоря» повість
- «Рідні люди» роман
- «Хлопець з сумона» оповідання
- «Нестримні» роман
- «Дві повісті»
- «Збірка творів» вірші, проза, п'єси.